# Mycalesis zinebi
Mycalesis zinebi är en fjärilsart som beskrevs av Butler 1869. Mycalesis zinebi ingår i släktet Mycalesis och familjen praktfjärilar. Inga underarter finns listade i Catalogue of Life.